# Патерностерска банда
Мадам Вастра, Џени Флинт и Стракс (незванично познати и као Патерностерска банда заједно са Доктором) тројац је измишљених ликова у британској научнофантастичној телевизијској серији Доктор Ху које је осмислио Стивен Мофат, а које су тумачили Нив Мекинтош, Катрин Стјуарт и Ден Старки.
Три лика се први пут појављују у епизоди шестог серијала „Добар човек иде у рат”. Мадам Вастра (Силуријанка) и Џени Флинт (Земљанка) су брачни пар. У каснијим причама, они су приказани како живе на Патерностер Рову у Лондону током викторијанског доба. Сонтаранац Стракс је приказан као медицински техничар који брине о рањеним војницима на другој планети у виду казне за неуспех. Све их је регрутовао Једанаести Доктор да му помогну да спаси Ејми Понд. Упркос успеху њиховог напора, Стракс наизглед умире у бици. Међутим, приказано је да су га пробудиле Вастра и Флинтова неколико дана касније у вебизоди „Борба на Димонс Рану: Два дана касније” и тада он постаје њихов батлер у 19. веку.
Од свог првог појављивања, тројац се појављивао неколико пута да би помогао Доктору и имао је централну улогу у првој половини „Гримизног ужаса” (2013). Њихова последња епизода била је „Дубоки удах” из 2014. године, прва епизода у којој се појавио Дванаести Доктор.
Такође имају сопствену спиноф новелу Ђаво у диму (2012) и спиноф роман Силуета (2014), а тројац се појавио у неколико онлајн „минизода”, док се Стракс додатно појављује и у низу видео снимака постављених на веб-сајт Доктора Хуа, под насловом „Извештај са терена”. Године 2014. појавили су се без Доктора у стрипу Часописа Доктор Ху у причи Кристални престо (DWM #475–476). Од 2015. године, континуирана серија кратких прича и стрип под називом Стракс и временска ајкула, са три лика, редовно се појављује у часопису Пустоловине Доктора Хуа. Ова три лика су постала популарна међу публиком, а присуство истополног пара различитих врста такође је привукло пажњу.

## Биографија

### Позадина

#### Вастра
Вастра је силуријанска ратница са мезозоичке Земље која се пробудила из хибернације у викторијанско доба када јој је јазбина узнемирена током изградње лондонске подземне железнице. У почетку бесна, покушала је да освети своје сестре на потпуно невиним копачима тунела пре него што ју је Доктор смирио. Она на крају превазишла опште предрасуде своје врсте о људима и придружила се лондонском друштву. Постала је приватна детективка и почела да саветује Скотланд Јард и вероватно потстрекла приче о Шерлоку Холмсу. Међу њеним неприказаним пустоловинама било је и хватање Џека Трбосека, којег је појела (она у епизоди „Добар човек иде у рат” помиње да га је сматрала „жилавим, али ипак укусним”). Запослила је собарицу, Џени Флинт, која јој помаже у истрагама; њих две су се касније венчале.

#### Џени Флинт
Позадина Џениног лика у „Борби на Димонс Рану: Два дана касније” (2013) показује да је се породица одрекла због њених „склоности у избору партнера” и да ју је Вастра спасила од нападача, након чега ју је запослила. Доктор је био присутан на њиховом првом састанку током којег јој је, према сопственој причи у „Имену Доктора” (2013), Вастра спасила живот. Она показује да је стекла изузетно запањујуће вештине као борац прса у прса и мачевалац. Она је приказана у свим својим појављивањима као потпуно упозната са технологијама после 19. века, путовањем кроз време и ТАРДИС-ом. Више пута је виђена како користи технолошке уређаје и, у епизоди „Дубоки удах”, како носи и користи сонични стилет направљен за ту епизоду.

#### Стракс
Стракс је члан ванземаљске ратничке врсте познате као Сонтаранци. Стракс је био приморан да служи као медицински техничар, негујући повређене, у виду казне због пораза од Доктора током инвазије Сонтаранаца на Земљу. Ово је у супротности са сонтараначким ратничким нагонима и менталитетом, и као такав, он се повремено враћао на своје сонтараначке начине и манире. У епизоди „Добар човек иде у рат”, Стракс наводи да има скоро 12 година, указујући да је то прилично старо доба за Сонтаранца. Честа шала у серији је Страксова неспособност да направи разлику између полова и његову опседнутост коришћењем насилних тактика.

## Појављивања

### Телевизија
Патерностерска банда појављује се у следећим епизодама:
- „Добар човек иде у рат” (2011)
- „Снежни људи” (2012)
- „Гримизни ужас” (2013)
- „Име Доктора” (2013)
- „Дубоки удах” (2014)

#### Приче
У свом првом појављивању у епизоди „Добар човек иде у рат”, њих троје, заједно са другима који му дугују услуге, бира Једанаести Доктор да му помогну да спаси Ејми Понд од Мадам Коваријан и Реда Безглавих Монаха на Димонс Рану. У то време, Стракс је сонтараначки „медицински техничар” који се брине о рањеним војницима на бојном пољу у оквиру казне која му је наметнута. Пре него што је успео да одговори капетану Харкорту ко је смислио ову покору, Доктор стиже у свом ТАРДИС-у да га одведе у Димонс Ран. Они се заједно боре против својих непријатеља и успевају да спасу Ејми, али Стракс је смртно рањен и чини се да умире након што је рекао своје последње речи Рорију Вилијамсу.
У „Бици на Димонс Рану: Два дана касније”, веб преносу који се одвија два дана након догађаја епизоде „Добар човек иде у рат”, Стракса буде Вастра и Џени пошто су му залечиле ране, а он прихвата њихов предлог да придружи им се у Лондону 1888. године. Он касније постаје њихов батлер.
Потом се појављују у „Снежним људима” (2012), где покушавају да убеде Једанаестог Доктора да изађе из пензије (у коју се повукао пошто је изгубио Ејми и Рорија у епизоди „Анђели заузимају Менхетн”). Они помажу Докторовој будућој новој сапутници Клари Освалд да га пронађе и подржавају их у њиховој борби против Велике интелигенције. Пад са висине убија Клару, чија смрт индиректно омогућава Доктору да победи Велику интелигенцију.
Тројац — а посебно Џени — имају централну улогу у првој половини „Гримизног ужаса” (2013), смештеног у 1893. годину, у којој истражују низ чудних смрти. Они путују у Јоркшир где се Џени убацује у сумњиву заједницу звану Свитвил, коју предводи госпођа Гилифлауер. Она проналази Једанаестог Доктора затвореног у Свитвилу, а тројац се поново уједињује да би му помогао да победи госпођу Гилифлауер, минирајући ракету којом је планирала да отрује небо. Они откривају да се чини да је Клара жива (Докторова сапутница је још једна варијанта оне која је виђена у „Снежним људима”, која долази из неког другог доба), али Доктор Џени не објашњава зашто јер ни он сам не зна одговор на овај пут.
Три лика се поново појављују у завршници седмог серијала, „Име Доктора”, где у сну организују састанак са Кларом и Ривер Сонг. Током „конференцијског позива”, њих троје заробе Шаптачи, слуге Велике интелигенције, који их користе као мамац да доведу Једанаестог Доктора у његову гробницу на планети Трензалор. Доктор без оклевања одлази да их спасе, присећајући се њихове бриге за њега у „Снежним људима” и осећајући дужност према њима. Пошто је Доктор са Кларом стигао на Трензалор, Велика интелигенција се расипа по Докторовом временском току да би га уништила. Како се историја променила, Џени нестаје, а Стракс заборавља своје пријатељство са Вастром и напада је, приморавајући је да се брани. Она је уперила оружје у њега и оно је засијало, али Стракс изненада нестаје, остављајући Вастру збуњену и дозивајући га по имену. Пошто је Клара ушла у временски ток да би спасила Доктора и поништила промене Велике интелигенције у историји, Џени и Стракс су враћени.
У „Дубоком удаху”, првој епизоди осмог серијала, Вастра, Џени и Стракс стижу у центар Лондона да би видели како диносаурус маршира градом и искашљава ТАРДИС. Када су пронашли ТАРДИС, из њега излазе недавно регенерисани Дванаести Доктор који потом пада у несвест. Њих троје, заједно са Кларом, одводе га назад у свој дом да се одмори, док покушавају да реше проблем са диносаурусом. Међутим, Доктор се убрзо буди и покушава сам да га реши, али види како диносаурус спонтано сагорева, а Вастра обавештава Доктора да је у последње време било сличних убистава. Доктор нестаје након тога и Клара постаје привремена чланица Патерностерске банде, радећи са њима у покушају да пронађу Доктора и истраже смрт диносауруса. Заједно проналазе поруку у новинама упућену Клари, што доводи до њеног поновног сусрета са Доктором. Доктор и Клара потом крећу у потрагу за кривцем. Када су се роботи спремали да их побију, Патерностерска банда их спашава, борећи се заједно са Кларом све док Доктор није победио њиховог вођу, наводећи све роботе да се деактивирају и спасавајући његове пријатеље. Пошто је Доктор отишао, остављајући Клару у викторијанском Лондону, Клара пита Вастру да ли може да остане са њима. Вастра каже да је, наравно, добродошла, али да не би требало да сумња у Докторов повратак. Доктор се тада заиста враћа да је покупи и они напуштају њихов дом, а Клара се враћа кући.

### Аудио-драме
Стракс се први пут појавио у аудио-драми Јаго и Лајтфут 2015. заједно са Хенријем Гордоном Јагом (Кристофер Бенџамин) и Џорџом Лајтфутом (Тревор Бакстер). Године 2017, Нив Мекинтош се придружила Big Finish-у у главној улози у серијалу Черчилове године. Сво троје су се први пут појавили заједно у аудио драми Осми март 2019. године, која је такође послужио као деби Џени Флинт у аудио-форми.
Године 2019. требало је да буду објављена четири сета под насловом Патерностерска банда са сва три њена члана. Наслеђе 1, Наслеђе 2, Наслеђе 3 и Наслеђе 4 објављене су у јуну односно октобру 2019. и марту односно октобру 2020. године.

#### Списак аудио-драма
- „Поседнуће” – Јаго, Лајтфут и Стракс (2015) – Стракс
- „Млади Винстон” – Черчилове године, том 2 (2018) – Мадам Вастра[20]
- „Унутар сваког ратника” – Осми март (2019) – Мадам Вастра, Џени Флинт и Стракс[21]
- Патерностерска банда (2019–) – Мадам Вастра, Џени Флинт и Стракс[22]

## Кастинг и развој
Мекинтошева се раније појавила у серији у улогама још два силуријанска женска лика, сестара Алаје и Рестак, у дводелној причи „Гладна земља”/„Хладна крв” (2010).
Старки је раније играо команданта Скора, једног од Сонтаранаца, у дводелној причи која је у оживљеној серији поново представила њихову врсту, „Сонтараначка варка”/„Отровно небо” (2008). Такође је тумачио још једног Сонтаранца у „Крају времена” (2009–10) и између појављивања Стракса у „Имену Доктора” (2013) и „Дубоком удаху” (2014), играо је још два Сонтаранца у „Времену Доктора” (2013).
У новембру 2013. дуготрајна дечија емисија Плави Питер објавила је конкурс за обожаваоце узраста од 6 до 15 година да дизајнирају „соничне уређаје” за ликове, при чему су се три победничка дизајна појавила у 8. серијалу. Следећег месеца су победнички радови откривени као Сонична игла за шешир, Соничне оклопне рукавице и Сонични бинокл за Вастру, Џени и Стракса. Ови уређаји су се појавили у „Дубоком удаху”.
У интервјуу у издању Часописа Доктор Ху из априла 2015. Стивен Мофат је рекао да је BBC предложио спиноф серију о овим ликовима, али је он ту замисао одбио због других обавеза.

## Пријем
Ова три лика су наишла на позитивне рецензије критичара, који су похвалили њихову хемију, као и хумор везан за Стракса и његове сонтараначке ратничке навике, често у супротности са контекстом. Ник Сечфилд из SFX-а назвао је Стракса „баш правом мером онога популарног код публике”. Говорећи о њиховом првом појављивању у епизоди „Добар човек иде у рат”, Ден Мартин из новина The Guardian назвао је њих троје „најлепшом ствари у вези са епизодом; осветљавају екран сваким својим појављивањем”. Он је њихов повратак у „Снежним људима” назвао дивним, назвавши Стракса „непресушно шармантним”. Он је такође изјавио да „с обзиром да је брачна једнакост толико на дневном реду, божанска Вастра и Џени могу бити само добра ствар за гледање на екранима у време чаја”.